# Szojuz TMA–17
A Szojuz TMA–17 a Szojuz–TMA orosz háromszemélyes szállító/mentőűrhajó űrrepülése volt 2009-ben és 2010-ben. Az 52. emberes repülés a Nemzetközi Űrállomásra (ISS).

## Küldetés
Hosszú távú cserelegénységet szállított az ISS fedélzetére. Az ISS 22. személyzete, a Szojuz űrhajó 104. repülése. A Szojuz űrhajók decemberi indítása 19 évvel előbb kezdődött, a Szojuz TM–11 (1990. december 2-án) történt fellövésével. A tudományos és kísérleti feladatokon túl az űrhajók cseréje volt szükségszerű.

## Jellemzői
2009. december 20-án a Bajkonuri űrrepülőtér indítóállomásról egy Szojuz–FG juttatta Föld körüli, közeli körpályára. Több pályamódosítást követően december 22-én a Nemzetközi Űrállomást (ISS) automatikus vezérléssel megközelítette, majd sikeresen dokkolt. Az orbitális egység pályája 88,8 perces, 51,65 fokos hajlásszögű, elliptikus pálya-perigeuma 200 kilométer, apogeuma 260 kilométer volt.
Az időszakos karbantartó munkálatok mellett elvégezték az előírt kutatási, kísérleti és tudományos feladatokat. Fogadták az érkező űreszközök állományát, elvégezve az előírt programot. Fogadták a teherűrhajókat (M–03M, M–04M, M–05M), kirámolták a szállítmányokat, illetve bepakolták a keletkezett hulladékot.
2010. június 2-án Zsezkazgan városától hagyományos visszatéréssel, a tervezett leszállási körzettől mintegy 150 kilométerre ért Földet. Összesen 163 napot, 05 órát, 32 percet és 32 másodpercet töltött a világűrben. 2573 alkalommal kerülte meg a Földet.

## Személyzet

### Felszállásnál
- Oleg Valerjevics Kotov (2), parancsnok,  Oroszország
- Timothy Creamer (1), fedélzeti mérnök,  Egyesült Államok
- Nogucsi Szóicsi (2), fedélzeti mérnök,   Japán

### Leszálláskor
- Oleg Valerjevics Kotov (2), parancsnok,  Oroszország
- Timothy Creamer (1), fedélzeti mérnök,  Egyesült Államok
- Nogucsi Szóicsi (2), fedélzeti mérnök,   Japán

### Tartalék személyzet
- Anton Nyikolajevics Skaplerov parancsnok  Oroszország
- Furukava Szatosi fedélzeti mérnök  Japán
- Douglas Harry Wheelock fedélzeti mérnök  Egyesült Államok

## Fordítás
- Ez a szócikk részben vagy egészben  a   Soyuz_TMA-17 című angol Wikipédia-szócikk fordításán alapul.  Az eredeti cikk szerkesztőit annak laptörténete sorolja fel. Ez a jelzés csupán a megfogalmazás eredetét és a szerzői jogokat jelzi, nem szolgál a cikkben szereplő információk forrásmegjelöléseként.

## Külső hivatkozások
- Spaceflight Now: Soyuz launches new crew in pursuit of the space station
- Szojuz TMA–17. kursknet.ru. [2016. március 4-i dátummal az eredetiből archiválva]. (Hozzáférés: 2013. augusztus 17.)
- Szojuz TMA–17. spacefacts.de. (Hozzáférés: 2013. augusztus 17.)
- Szojuz TMA–17. sg.hu. (Hozzáférés: 2013. augusztus 17.)
- Szojuz TMA–17. lib.cas.cz. [2013. október 13-i dátummal az eredetiből archiválva]. (Hozzáférés: 2013. augusztus 17.)